# 茹利乌-梅斯基塔
茹利乌-梅斯基塔是巴西圣保罗州的一个市镇。总面积128.209平方公里，总人口4405人，人口密度34.4人/平方公里。